# Мюнхен-Верхняя Бавария (гау)
Гау Мюнхен-Верхняя Бавария (нем. Gau München-Oberbayern) — региональное отделение НСДАП, существовавшее с 1930 по 1945 год на территориях немецкой земли Верхней Баварии.

## История
Система нацистского гау была первоначально создана на партийной конференции 22 мая 1926 года с целью улучшения управления партийной структурой. На ранних этапах границы и лидеры этих гау часто менялись, в основном из-за внутренней борьбы за власть. Гау Мюнхен-Верхняя Бавария по большей части был идентичен сегодняшнему административному округу Верхняя Бавария, столицей которого является Мюнхен.
Гау Мюнхен-Верхняя Бавария была образована 16 ноября 1930 года в результате слияния двух ранее отдельных гау — Большого Мюнхена и Верхней Баварии. Она перешла под руководство Адольфа Вагнера, гауляйтера Большого Мюнхена с ноября 1929 года и оставалась под его формальным руководством до его смерти в 1944 году. До 1930 года Бавария, как центр нацистского движения 1920-х годов, находилась под его руководством. Гитлер рассматривал их как своё личное царство, а местных гау обычно называли Унтергау, чтобы показать их зависимость от главы партии. Только когда амбиции Гитлера стали национальными, его интерес к делам Баварии уменьшился. С окончанием внутренней борьбы за власть в Баварии были созданы следующие шесть гау:
- Швабия
- Мюнхен-Верхняя Бавария
- Майн-Франкония
- Байройт
- Франкония
- Рейнпфальц

В рамках тех и других нацистско-немецких гау на возвышенное положение претендовала Мюнхен-Верхняя Бавария. Причина этого в том, что Мюнхен был местом зарождения «движения». Гау назвала себя нем. Traditionsgau München-Oberbayern, чтобы закрепить это возвышенное положение.
С приходом нацистов к власти 30 января 1933 года, в ходе так называемого «Machtergreifung», партия немедленно приступила к расформированию власти немецких государств и земель. Нацисты предполагали, что партийное собрание займёт место старой структуры. На самом деле Гитлер боялся такого шага, опасаясь, что это расстроит местных партийных лидеров и, возможно, приведет к внутрипартийной борьбе за власть.
Постепенно гауляйтеры взяли под свой контроль свои территории, низведя местных министров-президентов — номинально высшую должность в немецких землях — до номинальных глав. Таким образом, развитие гау из внутрипартийной администрации в политическое и административное подразделение страны было постепенным, а не внезапным, а завершилось к 1934 году. Процесс, названный Гляйхшальтунг, позаботился обо всей политической оппозиции и «Законе о реконструкции Рейха» от 30 января 1934 года, возможно, можно рассматривать как окончательную дату передачи власти от штатов гау.
В Мюнхене-Верхней Баварии, самом густонаселенном гау Баварии, местный гауляйтер Вагнер, личный друг Гитлера, изначально попытался присоединить соседне гау Швабию, чтобы увеличить свою и без того значительную власть.
Гауляйтер назначался непосредственно Гитлером и подотчетен только ему. На практике Гитлер не был склонен проявлять какой-либо значимый интерес к местным делам, и поэтому власть гауляйтера была почти абсолютной.
Параллельно пяти баварским гауляйтерам в это время еще существовал баварский министр-президент, нацистский политик Людвиг Зиберт и, после его смерти в 1942 году, его преемник стал Пауль Гислер. В качестве третьего органа власти в ещё существующем государстве Франц Риттер фон Эпп занимал пост Рейхсштатгальтера, но не обладал реальной властью. Когда Вагнеру стало хуже, управление гау взял на себя Пауль Гислер, его заместитель. После смерти Вагнера в апреле 1944 года Гислер официально сменил его на посту.
Гау был домом для первого концентрационного лагеря нацистской Германии в Дахау, который открылся вскоре после Machtergreifung.
С началом Второй мировой войны власть гауляйтеров, а значит и власть гау по сравнению с правительством штата, возросла. Многим гауляйтерам было поручено руководить военными действиями в своём военном округе. По мере того, как война прогрессировала и нацистская Германия становилась всё более отчаянной, с ноября 1942 года гауляйтерам был передан полный контроль над военными действиями в их гау.
В сентябре 1944 года гауляйтерам было приказано сформировать фольксштурм в последней попытке мобилизовать всё мужское население. Гауляйтер занял должность рейхсвертейдигунгскомиссара («рейхскомиссар обороны»), конкурируя с Вермахтом. Пауль Гислер был назначен ответственным за Швабию и три бывших австрийских гау.
После окончания войны и краха нацистской Германии Гислер по-прежнему оставался убежденным нацистом, подавив восстание в баварской столице с помощью СС 28 апреля 1945 года. Его лидер Руппрехт Гернгросс, офицер вермахта, выжил, но многие его сторонники были казнены по приказу Гислера.